# Rubia truppeliana
Rubia truppeliana är en måreväxtart som beskrevs av Ludwig Eduard Loesener. Rubia truppeliana ingår i släktet krappar, och familjen måreväxter. Inga underarter finns listade i Catalogue of Life.